# Громатуха (село)
Громатуха (каз. Громатуха) — упразднённое село в Восточно-Казахстанской области Казахстана. Входило в состав городской администрации Риддера. Входило в состав Пригородного сельского округа. Код КАТО — 632433485. Ликвидировано в 2009 г.

## Население
В 1999 году население села составляло 23 человека (11 мужчин и 12 женщин). По данным переписи 2009 года, в селе проживало 8 человек (4 мужчины и 4 женщины).